# 岐阜県産業技術総合センター
岐阜県産業技術総合センター（ぎふけんさんぎょうぎじゅつそうごうせんたー）とは、岐阜県関市ある、岐阜県が設置する公設試験研究機関である。

## 概要
- 岐阜県のモノづくり技術に関する総合的な研究開発、技術支援の拠点であり、2019年（令和元年）5月に、岐阜県の技術系の研究所（岐阜県工業技術研究所、岐阜県産業技術センター、岐阜県情報技術研究所）を統合し、岐阜県産業技術総合センターとして開所。建物は旧・岐阜県工業技術研究所を転用している。
- 施設内にぎふ技術革新センターがある。

## 組織構成
- 技術連携部門
  - 産学連携部
  - 技術支援部
- 地域産業部門
  - 機械部
  - 金属部
  - 化学部
  - 繊維・紙業部
- 次世代産業部門
  - 次世代技術部
  - 情報技術部

## ぎふ技術革新センター
- 岐阜県産業技術総合センター内にある、地域産学官共同研究拠点である。英語名称は“Technological Innovation Center GIFU”。
- 科学技術振興機構の地域産学官共同研究拠点整備事業で「ぎふイノベーションセンター（仮称）」として採択され、2011年（平成23年）6月にぎふ技術革新センターとして岐阜県機械材料研究所内に開所。
- 研究対象は航空機・次世代自動車、環境調和型製品、高度医療機器などである。これらを産学官連携活動を行う拠点である。

## 沿革
- 2019年（令和元年）5月 - 岐阜県産業技術センター、岐阜県工業技術研究所、岐阜県情報技術研究所を統合し、開所。

### 岐阜県産業技術センター
所在地は羽島郡笠松町北及47。
- 1909年（明治42年） - 岐阜市に八ツ梅町に岐阜県工業試験場として開設。
- 1910年（明治43年） - 羽島郡笠松町に第一分場、羽島郡竹ヶ鼻町に第二分場を設置。
- 1920年（大正9年） - 岐阜県工業講習所を併設。
- 1929年（昭和4年） - 岐阜県第一工業学校敷地内に新築移転。第一分場、第二分場を廃止。
- 1931年（昭和6年） - 岐阜県工業講習所を廃止。
- 1972年（昭和47年） - 羽島郡笠松町北及47に新築移転。岐阜県工業技術センターに改称。
- 1973年（昭和48年） - 岐阜市の醸造試験室を統合。
- 1977年（昭和52年） - 繊維部が岐阜県繊維試験場として独立。、機械部は岐阜県金属試験場へ移管となり、化学部のみとなる。
- 1981年（昭和56年） - 恵那郡山岡町の岐阜県寒天研究所を統合。
- 1994年（平成6年） - 食品部門が岐阜県食品加工ハイテクセンターとして独立。
- 1996年（平成8年） - マルチメディア工房を設置。
- 1999年（平成11年） -
  - 岐阜県金属試験場、岐阜県工業技術センター、岐阜県紙業試験場、岐阜県食品加工ハイテクセンター、岐阜県繊維試験場、が合併し、岐阜県製品技術研究所となる。本部は笠松町に設置され、寒天研究室（山岡町）、食品加工ハイテクセンター（笠松町）、美濃分室（美濃市）、関分室（関市）を設置する。
  - 岐阜県工業技術センター電子情報技術部などが独立し、岐阜県生産情報技術研究所が開所。
- 2005年（平成17年） - 応用化学研究部、繊維研究部を設置。食品加工ハイテクセンターを食品研究部、美濃分室を紙研究部、関分室を機械･金属研究部に改称。マルチメディア工房を廃止。
- 2006年（平成18年） - 岐阜県産業技術センターに改称。
- 2007年（平成19年） - 機械・金属研究部が岐阜県機械材料研究所として独立。技術支援部、応用化学研究部、繊維研究部、食品研究部、紙研究部の組織構成となる。
- 2010年（平成22年） - 技術支援部を総合支援・環境技術部に改称。
- 2011年（平成23年） - 総合支援・環境技術部と応用化学研究部を統合し、環境・化学研究部を設置。
- 2012年（平成24年） - 環境・化学研究部を環境・化学部、食品研究部を食品部、紙研究部を紙業部に改称。
- 2019年（令和元年）
  - 4月 - 食品部が岐阜県食品科学研究所として独立。
  - 5月 - 統合により廃止。岐阜県産業技術総合センターの地域産業部門（化学部、繊維・紙業部）となり、関市に移転する。

### 岐阜県工業技術研究所
所在地は岐阜県関市小瀬1288。
- 1937年（昭和12年） - 武儀郡関町に岐阜県金属試験場として開設。
- 1944年（昭和19年） - 岐阜県金属試験場に改称。
- 1946年（昭和21年） - 岐阜県金属試験場に改称。
- 1969年（昭和44年） - 関市小瀬に移転する。
- 1977年（昭和52年） - 岐阜県工業技術センターの機械部が移管される。
- 1999年（平成11年） - 岐阜県金属試験場、岐阜県工業技術センター、岐阜県紙業試験場、岐阜県食品加工ハイテクセンター、岐阜県繊維試験場が合併し、岐阜県製品技術研究所となる。岐阜県金属試験場は岐阜県製品技術研究所関分室となる。
- 2005年（平成17年） - 岐阜県製品技術研究所機械･金属研究部に改称。
- 2006年（平成18年） - 岐阜県産業技術センター機械･金属研究部に改称。
- 2007年（平成19年） - 岐阜県機械材料研究所として分離独立。
- 2011年（平成23年） - 研究所内にぎふ技術革新センターを開所。
- 2012年（平成24年） - 岐阜県工業技術研究所に改称。
- 2019年（令和元年）5月 - 統合により廃止。建物は岐阜県産業技術総合センターの建物に転用される。

### 岐阜県情報技術研究所
所在地は各務原市テクノプラザ1丁目21番地（テクノプラザアネックス・テクノ2）。移転後は岐阜県成長産業人材育成センター、岐阜県人材開発支援センターⅣ棟となっている。
- 1999年（平成11年） - 岐阜県工業技術センター電子情報技術部を中核にし、各務原市須衛町4丁目179番地1（現・各務原市テクノプラザ1丁目1番地）のテクノプラザ本館（岐阜県科学技術振興センタービル）内に岐阜県生産情報技術研究所を設立。情報システム部、メカトロ応用部を設置。
- 2000年（平成12年） - 各務原市須衛町4丁目179番地19（現・各務原市テクノプラザ1丁目21番地）にアネックス・テクノ2が完成し、移転。
- 2002年（平成14年） - ロボット部を設置。
- 2006年（平成18年） - 岐阜県生産情報研究所に改称。
- 2007年（平成19年） - 岐阜県情報技術研究所に改称。組織を改編し、メカトロ研究部と情報システム研究部の体制となる。
- 2019年（令和元年）5月 - 統合により廃止。岐阜県産業技術総合センターの次世代産業部門（次世代技術部、情報技術部）となり、関市に移転する。

### 岐阜県紙業試験場
所在地は岐阜県美濃市前野777。1999年に統合により廃止。廃止後は岐阜県産業技術センター紙業部となったが、所在地の変更はされなかった。
- 1905年（明治38年） - 武儀郡美濃町他11町村により美濃紙同業組合抄紙試験場を設置。
- 1928年（昭和3年） - 武儀郡美濃町前野（現・岐阜県美濃市前野777）に製紙工業試験場を設置。
- 1944年（昭和19年） - 岐阜県紙業指導所に改称。
- 1946年（昭和21年） - 岐阜県製紙工業試験場に改称。
- 1957年（昭和32年） - 岐阜県製紙試験場に改称。
- 1974年（昭和49年） - 岐阜県紙業試験場に改称。
- 1999年（平成11年） - 岐阜県金属試験場、岐阜県工業技術センター、岐阜県紙業試験場、岐阜県食品加工ハイテクセンター、岐阜県繊維試験場が合併し、岐阜県製品技術研究所となる。岐阜県紙業試験場は岐阜県製品技術研究所美濃分室となる。
- 2005年（平成17年） - 岐阜県製品技術研究所紙研究部に改称。
- 2006年（平成18年） - 岐阜県産業技術センター紙研究部に改称。
- 2012年（平成24年） - 岐阜県産業技術センター紙業部に改称。
- 2019年（令和元年）5月 - 岐阜県産業技術総合センターの地域産業部門（繊維・紙業部）となる。美濃市の旧・岐阜県紙業試験場から移転する。

## 交通アクセス
- 岐阜バス岐阜関線、岐阜美濃線「赤土坂」バス停より徒歩約10分。
  - 岐阜駅（JR岐阜駅バスターミナル）より「B81　せき東山」「B83　岐阜医療科学大」、「B87　中濃庁舎」行き。
- 岐阜バス高速名古屋線「赤土坂」バス停より徒歩約10分。
  - 名鉄バスセンターより「中濃庁舎」「 関テクノハイランド」行き。
- 東海北陸自動車道関ICより約10分。

## その他
- 1929年から1972年まで岐阜県工業技術センターとして使用された建物の本館は、岐阜県立岐阜工業高等学校内に現存し、岐工記念館（国登録有形文化財）となっている[1]